# Megabiston theae
Megabiston theae là một loài bướm đêm trong họ Geometridae.